# Yellow 2G
A yellow 2g (E107) egy adalékanyag, mely vízben oldódó, sárga por formájában kerül forgalomba. Aszpirin-érzékenyekben és asztmásokban allergiát, hasmenést válthat ki.[forrás?]
Az Európai Unióban kizárólag Egyesült Királyságban van forgalomban, az EU jelenleg teljes körű tiltását fontolgatja. Ausztriában, Japánban, Norvégiában, Svédországban, Svájcban és az USA-ban tilos a használata.[forrás?]